# ゴエティア

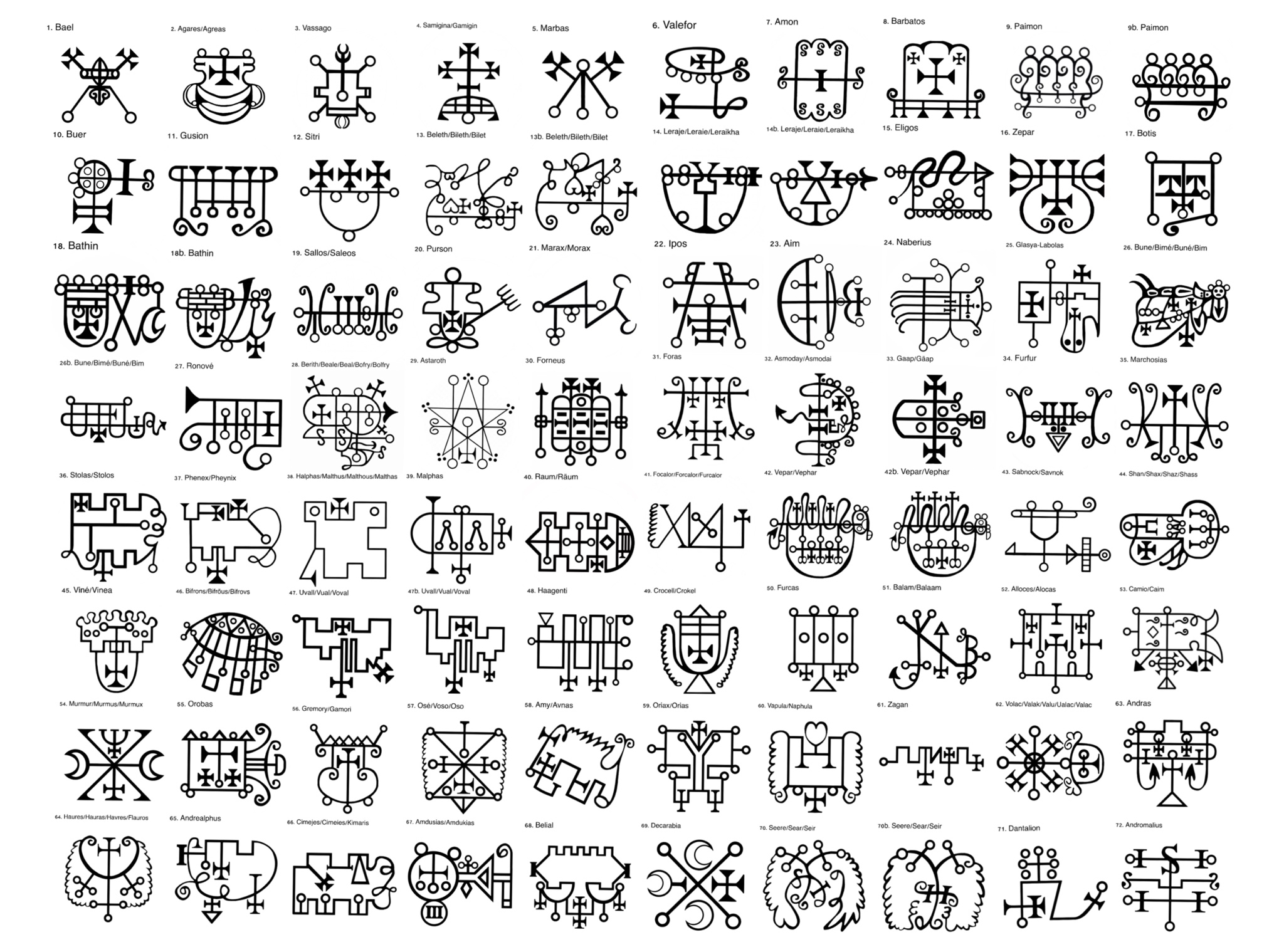
ゴエティアの悪魔のシジル

『ゴエティア』（Goetia）は、17世紀から伝わる作者不明のグリモワール『レメゲトン』の第一書の表題である。
カナ表記には「ゲーティア」、「ゴーティア」、「ゴエティア」があるが、ここではラテン語読みに準じた表記を用いる。現代英語では「ガイーシャ」のような発音になる。

## 概説
「ゴエティア」は『レメゲトン』の第1部である。『レメゲトン』は『ソロモンの小さな鍵』とも呼ばれ、ソロモンに由来するとされる5つの魔法書をまとめた5部構成となっている（写本によっては4部まで）。フレッド・ゲティングズは、実際には『レメゲトン』のなかで「ゴエティア」のみが本来の内容であって、他はそれぞれ別々に成立したものが後に合本されたのではないかと述べている。
「ゴエティア」の内容は、ソロモン王が使役したという72人の悪魔を呼び出して様々な願望をかなえる手順を記したもので、そのために必要な魔法円、印章のデザインと制作法、必要な呪文などを収録している。本書には、この72人の悪魔の性格や姿、特技などが詳述されており、72人の悪魔各々の印章も収録されている。そのため悪魔名鑑としても参照される。同様に悪魔名鑑として利用されるコラン・ド・プランシーの著書『地獄の辞典』には、ヨハン・ヴァイヤーの「悪魔の偽王国」の記述を参考にして「ゴエティア」と共通する悪魔が多数収録されている。『地獄の辞典』第6版(1863年）に追加されたルイ・ル・ブルトンの挿絵は、創作要素も多分に含まれるものの、悪魔学の資料に基づいて描かれており、現在の多くの人々の悪魔のイメージに影響を与えている。出版された「ゴエティア」にはこの挿絵が引用されているものもある。

## ゴエティアの悪魔
「ゴエティア」では、記載されている72の悪魔のそれぞれが地獄における爵位（悪魔の階級）を持ち、大規模な軍団を率いていることが個別に記されている。構成するそれぞれの悪魔の名称は文献によって異綴などの差異が見られる。諸版の差異も含めて名前をリスト化すると、総数は72より多くなる。フレッド・ゲティングズは著書『悪魔の事典』（ライダー社、1988年）において、これらの悪霊に「ソロモンの霊」という総称を与えた。
「ゴエティア」に語られるこれらの魔神の縁起は次のようなものである。
「これらは72人の強大な王侯たちであり、ソロモン王はかれらに、ベリアル、ビレト、アスモダイ、ガープが首領であるところの軍勢とともに一つの真鍮器に入るよう命じたのである。これはかれらの高慢のゆえであろうと思われる。というのもソロモンはかれらを拘束した理由を明かさなかったからである。かくてソロモンはかれらを縛して容器に密閉し、神聖な力によってバビロンの深い湖か穴に逐いやったのであるが、バビロニアのひとびとがこれを見て訝しみ、大きな財宝が入っているやもしれぬ、と容器をこじ開けようとして湖に入り込んだ。しかし彼らが器を開封した途端、霊の頭目たちは自分たちに服属する軍団とともに挙って奔出したのであった。そしてベリアルの他はみな元の位置に復帰してしまった。一方、ベリアルは或る偶像に入り込み、バビロニア人がしたように生贄を捧げてその偶像を神として祀るひとびとに応答するようになったのである。」

### ソロモンと悪霊
旧約聖書には書かれていないが、第三代イスラエル王であったソロモンがその英知をもって悪霊を支配していたという話はヘレニズム期のユダヤ人の間に流布していた。このような偉大な知恵者とされたソロモンにまつわる伝説から、その後千年に亘って、ソロモンに由来すると偽った文献群（ノーマン・コーンは偽ソロモン文書 pseudo-Solomonic books と呼んだ）がヘブライ語やギリシア語、アラビア語で書かれることになったが、中世盛期後半頃から、魔術師が悪霊を呼び出す術（ニグロマンシー）について記した、それまでとは趣を異にする偽ソロモン文書がヨーロッパで作られるようになった。『レメゲトン』はこうした文献の流れを汲んでいる。

### 関連文献
「ゴエティア」に列挙される72人の悪魔のうち、68人はヨーハン・ヴァイヤーの「悪魔の偽王国」（1577年）に記述されているものと共通する（ただし記載される順番は異なる）。同じ68人の悪魔がレジナルド・スコットの『魔女術の発見』（1584年）第15巻第2章にも記されており、この部分は事実上「悪魔の偽王国」の英訳である。ただし「悪魔の偽王国」で列挙された悪魔は総勢69人であり、そのうちプルフラスだけは『魔女術の発見』には記載されておらず、ゴエティアの72人の悪魔のリストにも入っていない。
「悪魔の偽王国」の悪魔は、フランスのジャーナリストであったジャック・アルバン・シモン・コラン（1794年-1881年）がコラン・ド・プランシーというペンネームで出版した『地獄の辞典』にも多数登場する。『地獄の辞典』において脚色が施された悪魔の描写は、その第6版（1863年）に加えられたルイ・ル・ブルトンの挿絵とともに、現代の通俗的な悪魔のイメージに影響を与えた。

### 解釈
構成する悪魔の中には、フェニックス、バアル、アスタロトのように、他の宗教・神話の神や霊鳥に淵源を見出すことのできるものも含まれる。西洋の悪魔についての一般論としては、モロク神やバアル・ゼブブのように、イスラエル民族周辺の諸国民の神々が嫌悪すべき異教神として悪しきデーモンに貶められた例があり、偶像崇拝を禁じる古代ユダヤ人や後世のキリスト教徒によって、異教の神々が悪魔の地位へ落とされていったとされる。
「72」という数字は、十二宮の1つの宮をさらに6区画に分割して得られる数字で、象徴的な全方角の支配者を定めるための図から得られたものらしい。そのためウァサゴのように名前以外の正確な姿や性格、特徴の伝えられていない悪魔もいる。アメリカのオカルティスト、ロン・マイロ・デュケットは、ゴエティアの72人の悪霊はシェム・ハ＝メフォラシュ（Shem-ha-mephorash）の72の神名と72の天使に対応するとしている。

### 一覧
表の左端の数字は「ゴエティア」における記載順を示す。「ゴエティア」の中では「第24の霊はナベリウスと呼ばれる」といった形で順序数に言及されている。またこれらの印章は、マクレガーメーザースが均等にトレースしたものであり、本来は手書きの印章が紹介されている。
|    | 名前               | 印章 | 地位           | 軍団数   | Peterson版     | Crowley版      | ウェイト版    | 大瀧訳           | レジナルド・スコット                  |
| -- | ------------------ | ---- | -------------- | -------- | -------------- | -------------- | ------------- | ---------------- | ------------------------------------- |
| 1  | バエル             |      | 王             | 32以上   | Bael           | 同左           | Baal          | バール           | 1. バエル Baëll                       |
| 2  | アガレス           |      | 公爵           | 31       | Agares         | 同左           | 同左          | アガレス         | 2. アガレス Agares                    |
| 3  | ウァサゴ           |      | 君主           | 26       | ？             | ？             | ？            | ？               | ？                                    |
| 4  | ガミジン           |      | 侯爵           | 30       | Gamigin        | Samigina       | Gamygyn       | ガミュギュン     | 46. ガミギン Gamigin                  |
| 5  | マルバス           |      | 総裁           | 36       | ？             | ？             | ？            | ？               | ？                                    |
| 6  | ウァレフォル       |      | 公爵           | 10       | Valefar        | Valefor        | 同左          | ウァレフォル     | 13. ウァレファル Valefar              |
| 7  | アモン             |      | 侯爵           | 40       | Amon           | 同左           | 同左          | アモン           | 4. アモン Amon                        |
| 8  | バルバトス         |      | 公爵           | 30 (300) | Barbatos       | 同左           | 同左          | バルバトス       | 5. バルバトス Barbatos                |
| 9  | パイモン           |      | 王             | 200      | Paimon         | 同左           | 同左          | パイモン         | 21. パイモン Paimon                   |
| 10 | ブエル             |      | 総裁           | 50       | Buer           | 同左           | 同左          | ブエル           | 6. ブエル Buer                        |
| 11 | グシオン           |      | 公爵           | 40       | Gusoin         | Gusion         | 同左          | グシオン         | 7. グソイン Gusoin                    |
| 12 | シトリー           |      | 君主           | 60       | Sitri          | 同左           | Sytry         | シュトリ         | 20. スティリ Stiri                    |
| 13 | ベレト             |      | 王             | 85       | Beleth         | 同左           | 同左          | ベレト           | 19. ビレト Bileth                     |
| 14 | レラジェ           |      | 侯爵           | 30       | Leraye         | Leraje         | Lerajie       | レライエ         | 12. レライエ Leraie                   |
| 15 | エリゴス           |      | 公爵           | 60       | Eligos         | 同左           | Eligor        | エリゴル         | 11. エリゴル Eligor                   |
| 16 | ゼパル             |      | 公爵           | 26       | Zepar          | 同左           | Separ (Zepar) | セパル（ゼパル） | 18. ゼパル Zepar                      |
| 17 | ボティス           |      | 総裁にして伯爵 | 60       | Botis          | 同左           | 同左          | ボティス         | 8. ボティス Botis                     |
| 18 | バティン           |      | 公爵           | 30       | Bathin         | 同左           | 同左          | バティン         | 9. バティン Bathin                    |
| 19 | サレオス           |      | 公爵           | 30       | Saleos         | Sallos         | Saleos        | サレオス         | 64. サレオス Saleos                   |
| 20 | プルソン           |      | 王             | 22       | Purson         | 同左           | 同左          | プルソン         | 10. プルソン Purson                   |
| 21 | モラクス           |      | 伯爵にして総裁 | 3 (30)   | Morax          | Marax          | Morax         | モラクス         | 14. モラクス Morax                    |
| 22 | イポス             |      | 伯爵にして君主 | 36       | Ipos           | 同左           | 同左          | イポス           | 15. イポス Ipos                       |
| 23 | アイム             |      | 公爵           | 26       | Aim            | 同左           | Aini          | アイニ           | 56. アイム Aym                        |
| 24 | ナベリウス         |      | 侯爵           | 19       | Naberius       | 同左           | 同左          | ナベリウス       | 16. ナベリウス Naberius               |
| 25 | グラシャ＝ラボラス |      | 総裁にして伯爵 | 36       | Glasya Labolas | Glasya-Labolas | Glasyalabolas | グラシャラボラス | 17. グラシア・ラボラス Glasya Labolas |
| 26 | ブネ               |      | 公爵           | 30       | Bune           | Buné           | Bune          | ブネ             | 23. ブネ Bune                         |
| 27 | ロノウェ           |      | 侯爵           | 19       | Ronove         | Ronové         | Ronobe        | ロノベ           | 25. ロノウェ Ronove                   |
| 28 | ベリト             |      | 公爵           | 26       | Berith         | 同左           | 同左          | ベリト           | 26. ベリト Berith                     |
| 29 | アスタロト         |      | 公爵           | 40       | Astaroth       | 同左           | 同左          | アスタロト       | 27. アスタロト Astaroth               |
| 30 | フォルネウス       |      | 侯爵           | 29       | Forneus        | 同左           | 同左          | フォルネウス     | 24. フォルネウス Forneus              |
| 31 | フォラス           |      | 総裁           | 29       | Foras          | 同左           | 同左          | フォラス         | 28. フォラス Foras                    |
| 32 | アスモデウス       |      | 王             | 72       | Asmoday        | 同左           | 同左          | アスモデウス     | 34. シドナイ Sidnay                   |
| 33 | ガープ             |      | 総裁にして君主 | 66       | Gaap           | 同左           | 同左          | ガープ           | 35. ガープ Gaap                       |
| 34 | フルフル           |      | 伯爵           | 26       | Furfur         | 同左           | 同左          | フルフル         | 29. フルフル Furfur                   |
| 35 | マルコシアス       |      | 侯爵           | 30       | Marchosias     | 同左           | 同左          | マルコシアス     | 30. マルコシアス Marchosias           |
| 36 | ストラス           |      | 君主           | 26       | Stolas         | 同左           | Solas/Stolas  | ストラス         | 68. ストラス Stolas                   |
| 37 | フェニックス       |      | 侯爵           | 20       | Phœnix         | Phenex         | Phœnix        | フェニックス     | 67. ポエニクス Phoenix                |
| 38 | ハルファス         |      | 伯爵           | 26       | Halphas        | 同左           | Halpas        | ハルパス         | 42. ハルパス Halphas                  |
| 39 | マルファス         |      | 総裁           | 40       | Malphas        | 同左           | Malpas        | マルパス         | 31. マルパス Marphas                  |
| 40 | ラウム             |      | 伯爵           | 30       | Raum           | 同左           | 同左          | ラウム           | 41. ラウム Raum                       |
| 41 | フォカロル         |      | 公爵           | 3 (30?)  | Focalor        | 同左           | 同左          | フォカロル       | 43. フォカロル Focalor                |
| 42 | ウェパル           |      | 公爵           | 29       | Vepar          | 同左           | 同左          | ウェパル         | 32. ウェパル Vepar                    |
| 43 | サブナック         |      | 侯爵           | 50       | Sabnach        | Sabnock        | Sabnack       | サブナク         | 33. サブナケ Sabnacke                 |
| 44 | シャックス         |      | 侯爵           | 30       | Shax           | 同左           | 同左          | シャクス         | 36. シャクス Shax                     |
| 45 | ヴィネ             |      | 王にして伯爵   | 36 (35)  | Vine           | Viné           | Vine          | ウィネ           | 44. ウィネ Vine                       |
| 46 | ビフロンス         |      | 伯爵           | 6        | Bifrons        | 同左           | 同左          | ビフロンス       | 45. ビフロンス Bifrons                |
| 47 | ウヴァル           |      | 公爵           | 37       | Vual           | Uvall          | Vual          | ウアル           | 65. ウアル Vuall                      |
| 48 | ハーゲンティ       |      | 総裁           | 33       | Haagenti       | 同左           | Hagenti       | ハゲンティ       | 66. ハーゲンティ Haagenti             |
| 49 | クロケル           |      | 公爵           | 48       | Procel         | Crocell        | Procel        | プロケル         | 37. プロケル Procell                  |
| 50 | フルカス           |      | 騎士           | 20       | Furcas         | 同左           | 同左          | フルカス         | 38. フルカス Furcas                   |
| 51 | バラム             |      | 王             | 40       | Balam          | 同左           | 同左          | バラム           | 62. バラム Balam                      |
| 52 | アロケル           |      | 公爵           | 36       | Alloces        | 同左           | Allocen       | アロケン         | 63. アロケル Allocer                  |
| 53 | カイム             |      | 総裁           | 30       | Caim           | Camio          | Caim          | カイム           | 40. カイム Caim                       |
| 54 | ムルムル           |      | 公爵にして伯爵 | 30       | Murmur         | 同左           | 同左          | ムルムル         | 39. ムルムル Murmur                   |
| 55 | オロバス           |      | 君主           | 22 (26)  | Orobas         | 同左           | 同左          | オロバス         | 57. オロバス Orobas                   |
| 56 | グレモリー         |      | 公爵           | 26       | Gemory         | Gremory        | Gomory        | ゴモリ           | 50. ゴモリ Gomory                     |
| 57 | オセ               |      | 総裁           | 3 (30?)  | Ose            | Osé            | Ose           | オセ             | 55. オセ Ose                          |
| 58 | アミー             |      | 総裁           | 36       | Amy            | 同左           | 同左          | アミー           | 60. アミイ Amy                        |
| 59 | オリアス           |      | 侯爵           | 30       | Orias          | Oriax          | Orias         | オリアス         | 48. オリアス Orias                    |
| 60 | ウァプラ           |      | 公爵 （総裁）  | 36       | Vapula         | 同左           | 同左          | ウァプラ         | 58. ウァプラ Vapula                   |
| 61 | ザガン             |      | 王にして総裁   | 33 (36)  | Zagan          | 同左           | 同左          | ザガン           | 47. ザガン Zagan                      |
| 62 | ウァラク           |      | 総裁           | 38 (30)  | Valac          | 同左           | 同左          | ウァラク         | 49. ウァラク Valac                    |
| 63 | アンドラス         |      | 侯爵           | 30       | Andras         | 同左           | 同左          | アンドラス       | 53. アンドラス Andras                 |
| 64 | フラウロス         |      | 公爵           | 36 (3)   | Flauros        | Haures         | Flauros       | フラウロス       | 61. フラウロス Flauros                |
| 65 | アンドレアルフス   |      | 侯爵           | 30       | Andrealphus    | 同左           | 同左          | アンドレアルフス | 54. アンドレアルプス Andrealphus      |
| 66 | キマリス           |      | 侯爵           | 20       | Cimeies        | Cimejes        | Cimeries      | キメリエス       | 59. キメリエス Cimeries               |
| 67 | アムドゥスキアス   |      | 公爵           | 29       | Amduscias      | Amdusias       | Amduscias     | アムドゥスキアス | 52. アムドゥスキアス Amduscias        |
| 68 | ベリアル           |      | 王             | 80       | Belial         | 同左           | 同左          | ベルアル         | 22. ベリアル Beliall                  |
| 69 | デカラビア         |      | 侯爵           | 30       | Decarabia      | 同左           | 同左          | デカラビア       | 51. デカラビア Decarabia              |
| 70 | セーレ             |      | 君主           | 26       | Seere          | 同左           | 同左          | セーレ           | -                                     |
| 71 | ダンタリオン       |      | 公爵           | 36       | Dantalion      | 同左           | Dantalian     | ダンタリアン     | -                                     |
| 72 | アンドロマリウス   |      | 伯爵           | 36       | Andromalius    | 同左           | 同左          | アンドロマリウス | -                                     |

## 刊行
生涯の大半を大英博物館の図書室やパリの図書館での魔術書渉猟に没頭したイギリスのオカルティスト、マグレガー・マサース（1854年-1918年）は、大英博物館で『レメゲトン』の古写本を発見し、これを筆写して1898年頃、決定稿に仕上げた。同じ頃A・E・ウェイトによって私家出版された『黒魔術と契約の書』（1898年）には、『レメゲトン』の第1部「ゴエティア」の抄録が他のさまざまなグリモワールとともに収められていた（1910年『儀式魔術の書』として再刊）。一方、黄金の夜明け団の指導者であった前述のマグレガー・マサースの作成した『レメゲトン』の写本は、同団のメンバーに貸し出されていた。その1部が団員のアラン・ベネットを経てアレイスター・クロウリーの所持するところとなり、1904年、クロウリーによって『ソロモン王のゴエティアの書』として出版された（ただし『レメゲトン』のうち第2部以降は収録されていない）。その後アメリカでその海賊版が出版された。
1995年にはハイメニーアス・ベータの編集による、クロウリー版『ゴエティア』のイラスト入り新版がアメリカで出版された。これは元の版と異なり、アレイスター・クロウリーによる悪魔のスケッチとともに『地獄の辞典』のルイ・ル・ブルトンのイラストが使用されている。2001年には、魔法書研究家ジェゼフ・ピーターソンの編集により、「レメゲトン」の第5部までを収録したのみならず「悪魔の偽王国」まで併載した『ソロモンの小さな鍵』が出版された。その他、20世紀後半から21世紀に数種類の編集版が英米で出版されている。

## 表題の意味
ゴエティア（ラテン語：Goetia）はギリシア語の γοητεία （ゴエーテイア）がラテン語化したもので、呪術・妖術などを意味する語である。
ギリシア語には魔術に類する言葉は何種類か存在するが、ゴエーテイアは古代ギリシアで γόης （ゴエース）と呼ばれた呪術師の業（わざ）を指し、呪術・妖術・奇術・いかさまを意味する。その呼称は古代ギリシアのシャーマン的呪術師が霊を呼ぶために発する喚（おめ）き声に由来するといわれており、「嘆き悲しむ、泣き叫ぶ、呻吟する」を意味する動詞の γοάω （ゴアオー）に関連する。
ルネサンス期の人文主義者ピコ・デラ・ミランドラは、魔術には悪霊の業である神霊魔術と自然哲学の完成形である自然魔術の2種類があると論じ、前者はギリシア人のいう「ゴエーテイア」、後者は「マゲイア」に相当するとした。ネッテスハイムのコルネリウス・アグリッパは『学問の空しさと不確かさについて』の中で、ゴエティアを「不浄な霊による業」と定義している。

## 日本のポピュラーカルチャー
現代日本の通俗的な書籍では、ゴエティアに登場する悪魔が“ソロモン王によって封印された72柱の魔神”（健部ら 1989）、“72体のソロモンの悪魔”（山北 1998）といったフレーズで紹介されている。